# Diplonevra taigaensis
Diplonevra taigaensis är en tvåvingeart som beskrevs av Mikhailovskaya 1990. Diplonevra taigaensis ingår i släktet Diplonevra och familjen puckelflugor. Inga underarter finns listade i Catalogue of Life.